# کوردووادو
کوردووادو (به ایتالیایی: کوردوادو) یک کومونه در ایتالیا است که در استان پوردنونه واقع شده‌است.

## خصوصیات
کوردووادو ۱۲٫۱ کیلومترمربع مساحت و ۲٬۶۹۱ نفر جمعیت دارد و ۱۵ متر بالاتر از سطح دریا واقع شده‌است.